# Robert H. Robinson

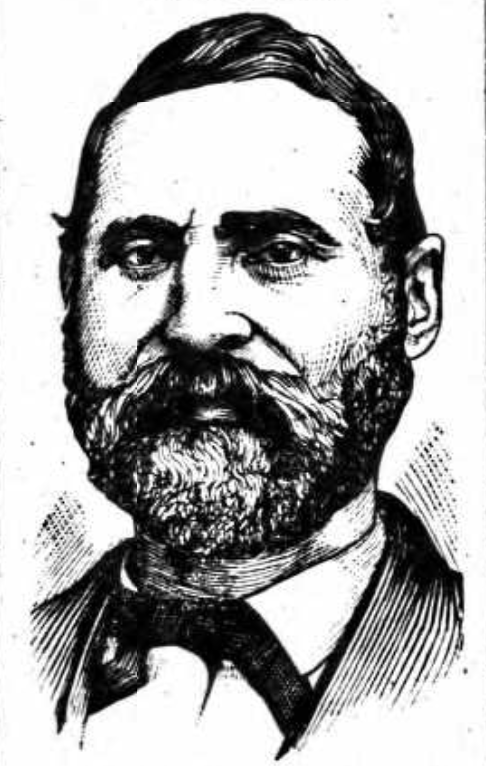
Robert H. Robinson

Robert H. Robinson (* 1824; † 22. November 1909) war ein Geistlicher und ein Aktivist, der sich während der Antebellum-Zeit in Arlington, Virginia, für die Rechte der afroamerikanischen Bevölkerung einsetzte. Obwohl er in die Sklaverei hineingeboren wurde, konnte er im Alter von 21 Jahren nach einer elfjährigen Lehrzeit durch Verhandlungen seiner Großmutter Caroline Branham befreit werden. Als Geistlicher der African Methodist Episcopal Church war er in der Roberts Chapel tätig, wo er eine Abendschule und eine Debattiermannschaft für befreite schwarze Menschen gründete. Zu Ehren von Robinson wurde die Robert H. Robinson Library benannt.

## Leben

### Frühes Leben
Robinson wurde als Sklave geboren und war der Sohn von Lucy Branham sowie Enkel von Caroline Branham. Sein Sklavenhalter war George Washington Parke Custis, der Enkel von Martha Washington. In den 1820er Jahren stimmte Caroline einer ausführlichen Befragung durch den Historiker Jared Sparks zu, unter der Bedingung, dass ihr Enkel Robinson freigelassen würde. 1834 wurde er an einen Quäker namens Miller verkauft und anschließend bei Robert Jamieson, einem Bankier und Geschäftsmann aus Arlington, in die Lehre gegeben. In dieser Zeit lernte er Lesen und Rechnen. Schließlich wurde Robinson im Januar 1846, im Alter von 21 Jahren, freigelassen.

### Karriere
Robinson erhielt seine Ordination zum Geistlichen von Bischof Matthew Simpson, der auch der spirituelle Berater von Abraham Lincoln war. Er wurde zum Pastor der Roberts Chapel ernannt, einer von Afroamerikanern gegründeten Methodist Episcopal Church an der South Washington Street in Alexandria. Robinson trug zur Gründung der Western Conference der Methodist Episcopal Church  bei, die die erste Konferenz für Afroamerikaner war. Zwischen 1872 und 1876 war er das erste afroamerikanische Vorstandsmitglied der Church Extension Society der Methodist Episcopal Church. Im Jahr 1883 zog er nach Charleston, West Virginia, und 1894 war er der Geistliche der McKendree Methodist Episcopal Church in Cumberland, Maryland. Während seiner Karriere wirkte er als Geistlicher in Kirchen im District of Columbia, Virginia, West Virginia, Pennsylvania und Maryland.
Robinson trug dazu bei, Möglichkeiten für befreite schwarze Menschen zu schaffen, indem er eine Abendschule und einen Debattierclub ins Leben rief. Zusätzlich zu seinen Bemühungen um Bildung und Kultur war er auch als Schatzmeister der William McKinley Normal and Industrial School in Alexandria tätig.
1864 organisierte Robinson zusammen mit zwei seiner Söhne die frühesten Feierlichkeiten zum Emancipation Day für Afroamerikaner in der Stadt. An den Feierlichkeiten nahmen bekannte Persönlichkeiten wie Booker T. Washington, Frederick Douglass und John M. Langston teil.

### Privatleben und Tod
Robinson heiratete am 23. September 1847. Seine Söhne R.B. und Magnus gründeten später die afroamerikanische Zeitung The Washington National Leader, die auch als The Leader bekannt war. Während R.B. als Geschäftsführer fungierte, war Magnus der Chefredakteur und Frederick Douglass Jr. der stellvertretende Chefredakteur.
Robinson war auch in der Freimaurerei aktiv und wurde 1854 zum vierten Großmeister der Freimaurer im District of Columbia ernannt. In den 1880er Jahren wurde er dann zum Großmeister in West Virginia berufen. Im Jahr 1883 erhielt er den Titel „ältester lebender Past Grand Master der Freimaurer der Universal Lodge im District of Columbia.“
Robinson verstarb am 22. November 1909. Zwei Jahre später errichteten ihm seine Söhne, Reverend R.B. Robinson und Magnus L. Robinson, ein zehn Fuß hohes Denkmal auf dem Bethel Cemetery in der South Payne Street in Alexandria, Virginia. Das Denkmal befindet sich in unmittelbarer Nähe seiner Frau und Söhne, die ebenfalls auf dem Friedhof begraben sind.

## Erbe
Die Robert H. Robinson Library im Alexandria Black History Museum wurde zu seinen Ehren benannt. Außerdem wird er auf dem Denkmal Truths that Rise from the Roots in Alexandria, Virginia, erwähnt.